# Economía social en España
La configuración actual de la economía Social en España viene determinada por la Ley 5/2011, de 29 de marzo, de Economía Social, título legal, sin precedentes en España, que supuso un punto de inflexión en el reconocimiento, visibilidad y desarrollo del sector, tanto dentro del propio Estado como de la Unión Europea. Este sector está representado por la Confederación Empresarial Española de la Economía Social (CEPES) y se regula a nivel nacional a través de la Secretaría de Estado de Economía Social del Ministerio de Trabajo y Economía Social. Además, cada comunidad autónoma del país ha desarrollado esta ley en marcos regionales que permiten distintas formas jurídicas dentro del cooperativismo, así como ventajas y procesos administrativos.
En España el concepto de economía social es ampliamente reconocido en la actualidad. Sin embargo presenta diferencias de contenido según se expresen los especialistas del ámbito científico, los poderes públicos en sus políticas, normas y discursos, o los profesionales del sector, especialmente sus estructuras representativas.
En el ámbito científico, la visión dominante es la de la asociación científica CIRIEC-España y sus asociados. A este respecto, en una línea de esfuerzo de delimitación próxima a la belga y la francesa, en 1989 la Comisión Científica del CIRIEC-España, propuso una definición que, además de poder integrar a cooperativas, mutualidades y asociaciones, pretendía incorporar en su campo a organizaciones privadas que, como las fundaciones y no pocas asociaciones, flaqueaban en su respeto del principio democrático pero respondían a los otros valores típicos de la economía social. En su definición, ajustada recientemente, se entiende por economía social al: 

conjunto de empresas privadas creadas para satisfacer las necesidades de sus socios a través del mercado, produciendo bienes y servicios, asegurando o financiando y en las que la distribución del beneficio y la toma de decisiones no están ligadas directamente con el capital aportado por cada socio, correspondiendo un voto a cada uno de ellos.

La economía social también incluye a las instituciones sin fines de lucro que son productores no de mercado privado, no controlados por las administraciones públicas y que producen servicios no destinados a la venta para determinados grupos de hogares, procediendo sus recursos principales de contribuciones voluntarias efectuadas por los hogares en su calidad de consumidores, de pagos de las administraciones públicas y de rentas de la propiedad.

Si en el sector no de mercado, asociaciones y fundaciones constituyen las principales instituciones de la economía social, en el sector de mercado son múltiples las formas jurídicas que adopta la economía social. Globalmente por su personalidad histórica, su amplia difusión en los ámbitos empresariales, su arraigo en importantes colectivos sociales y su reconocimiento jurídico, la cooperativa es, más que ningún otro tipo de empresa, quien mejor representa a la economía social.
Esta concepción de la Economía social es aceptada en las principales revistas científicas especializadas, como es el caso de CIRIEC-España, revista de economía pública, social y cooperativa y de CIRIEC-España, revista jurídica de economía social y cooperativa. Las jornadas nacionales de investigadores en economía social, los estudios y las publicaciones científicas publicados por el CIRIEC-España, la sección española de CIRIEC, Centro Internacional de Investigación e Información sobre la Economía Pública, Social y Cooperativa, todos ellos se enmarcan en esta misma tradición conceptual.
Asimismo, en diversas universidades españolas existen institutos universitarios, como el Instituto Universitario de Economía Social, Emprendimiento y Cooperativativismo de la Universidad de Valencia IUDESCOOP y el Instituto de Derecho Cooperativo y de la Economía Social, y otros centros de investigación y formación que incluyen la denominación de "economía social", como la red de cátedras Cajamar, Cátedra Cajamar de Economía y Agroalimentación en la Universidad de Almería, Cátedra Cajamar de Cooperativismo Agroalimentario en la Universidad Politécnica de Cartagena y Cátedra Cajamar de Economía Social y Cooperativismo, en la Universidad Politécnica de Madrid. 
En 2003 se constituyó la Red Enuies, red universitaria de centros e institutos universitarios especializados en economía social, que integra a diecisiete centros universitarios españoles. 

## Empresas y sociedades de la Economía Social en España
- Confederación Empresarial Española de la Economía Social (CEPES), constituida en 1992, es la máxima institución representativa de la Economía Social en España, actualmente presidida por D. Juan Antonio Pedreño Frutos.

Según la Ley 5/2011, de 29 de marzo, forman parte de este conjunto empresarial y diverso que es la Economía Social las siguientes entidades:
- Cooperativas (organización empresarial donde el capital social y las decisiones se reparten de manera democrática e igualitaria entre todos los socios. Los beneficios también se reparten equitativamente y a partes iguales entre los socios).
- Sociedades Laborales (organización empresarial donde las tomas de decisiones se realizan según su aportación al capital social. Todos los miembros tienen su correspondiente porcentaje de voto, sin que ninguno supere el 33%).
- Mutualidades (Sociedades sin ánimo de lucro, de estructura y gestión democrática, que ejercen una actividad aseguradora de carácter voluntario, complementaria del sistema de previsión de la Seguridad Social).
- Empresas de Inserción (estructuras de aprendizaje, en forma mercantil, cuya finalidad es la de posibilitar el acceso al empleo de colectivos desfavorecidos mediante el desarrollo de una actividad productiva, para el cual se diseña un proceso de inserción sociolaboral).
- Centros Especiales de Empleo (empresas que compatibilizan la viabilidad económica y su compromiso social, al contar con una plantilla constituida en más de un 70% por personas con discapacidad).
- Cofradías de Pescadores (corporaciones sin ánimo de lucro que representan a los armadores y trabajadores del sector pesquero. Actúan como órganos de consulta y colaboración de las administraciones y tiene compromiso de contribuir al desarrollo local, la cohesión social y la sostenibilidad).
- Asociaciones del Sector de la Discapacidad (favorecen la integración del colectivo de personas con discapacidad –el 10% de la población–, a la vez que protegen sus derechos y libertades).
- Fundaciones (organizaciones sin ánimo de lucro que, por voluntad de sus creadores, destinan su patrimonio y actividad a la realización de un fin de interés general)

## Organizaciones empresariales y sectoriales
- Confederación Empresarial Española de la Economía Social (CEPES) https://www.cepes.es/
- Confederación Española de Cooperativas de Trabajo Asociado (COCETA)
- Unión Nacional de Cooperativas de Crédito (UNACC)
- Confederación de Cooperativas Agrarias de España (CCAE)
- Unión Española de Cooperativas de Enseñanza (UECOE)
- Confederación de Cooperativas de Viviendas de España
- Unión Nacional de Cooperativas del Mar (UNACOMAR)
- Confederación Española de Cooperativas de Consumidores y Usuarios
- Confederación Empresarial de Sociedades Laborales de España (CONFESAL)
- Confederación Española de Mutualidades
- Federación Española de Empresas de Inserción (FAEDEI) http://www.faedei.org/es/ Archivado el 7 de noviembre de 2019 en Wayback Machine.
- Asociación de Cooperativas Farmacéuticas
- Asociación Española de Fundaciones
- Unión de Cooperativas de Consumidores y Usuarios de España (UNCCUE)